# Derivación cerebral

Diagrama de un shunt cerebral.

La derivación ventriculoperitoneal, derivación cerebral o shunt cerebral, se usa comúnmente para tratar la hidrocefalia (el edema cerebral producido por la acumulación excesiva de líquido cefalorraquídeo LCR). Si no se trata, el líquido cefalorraquídeo puede acumularse dando lugar a un aumento de la presión intracraneal (PIC) que puede conducir a un hematoma intracraneal, un edema cerebral, que el tejido cerebral se aplaste o a una hernia cerebral.  
La derivación cerebral puede usarse para aliviar o prevenir estos problemas en pacientes que sufren de hidrocefalia u otras enfermedades relacionadas.
Las derivaciones existen en diferentes variantes, pero la mayoría de estas tienen en común una carcasa de válvulas conectada a un catéter, cuyo extremo generalmente se coloca en la cavidad peritoneal. Las principales diferencias entre las derivaciones suelen estar en los materiales utilizados para construirlas, en los tipos de válvulas utilizadas (si es que las hay) y en si la válvula es programable o no.

## Ubicación de la derivación
La ubicación de la derivación es determinada por el neurocirujano en función del tipo y localización del bloqueo que causa la hidrocefalia. Una derivación se puede utilizar en todos los ventrículos cerebrales. El catéter se coloca con mayor frecuencia en el abdomen, pero también son frecuentes el corazón y los pulmones. A menudo, las derivaciones pueden tomar el nombre del recorrido establecido por el neurocirujano. El extremo distal del catéter se puede ubicar en cualquier tejido que tenga las suficientes células epiteliales para absorber el LCR entrante. A continuación se presentan algunos de los planes de recorrido comunes para las derivaciones cerebrales.

### Recorrido de la derivación
Una derivación subgaleal generalmente es una medida temporal que se usa en bebés que son demasiado pequeños o prematuros para tolerar otro tipo de derivación. El cirujano forma un bolsillo debajo de la aponeurosis epicraneal (el espacio subgaleal) y permite que el LCR drene desde los ventrículos, creando una hinchazón llena de líquido en el cuero cabelludo del bebé. Estas derivaciones normalmente se convierten en derivación ventriculoperitoneal (VP) u otro tipo de derivación una vez que el bebé es lo suficientemente grande.

## Complicaciones
Hay una serie de complicaciones asociadas a la colocación de la derivación. Muchas de estas complicaciones ocurren durante la infancia y cesan una vez que el paciente alcanza la edad adulta. Muchas de las complicaciones observadas en los pacientes requieren revisión inmediata de la derivación (el reemplazo o reprogramación de la ya existente). Los síntomas comunes a menudo se asemejan a la nueva aparición de hidrocefalia, como dolores de cabeza, náuseas, vómitos, visión doble y alteración de la conciencia. Además, en la población pediátrica, se ha estimado que la tasa de fallo de la derivación 2 años después de la implantación, es tan alta como del 50%.

### Infección
La infección es una complicación común que normalmente afecta a pacientes pediátricos porque todavía no han desarrollado inmunidad a varias enfermedades diferentes. Normalmente, la incidencia de infección disminuye a medida que el paciente envejece y el cuerpo va ganando inmunidad contra los diversos agentes infecciosos.
La infección a causa de la derivación es un problema común y puede ocurrir hasta en el 27% de los pacientes con una derivación. La infección puede llevar a defectos cognitivos a largo plazo, problemas neurológicos y, en algunos casos, la muerte. Los agentes microbianos comunes para la infección de derivación incluyen Staphylococcus epidermidis, Staphylococcus aureus y Candida albicans. Otros factores que conducen a la infección de la derivación incluyen la inserción de la derivación a una edad temprana (<6 meses) y el tipo de hidrocefalia que se está tratando. No existe una correlación importante entre la infección y el tipo de derivación.
Los síntomas de una infección de la derivación son muy similares a los síntomas que se observan en la hidrocefalia, pero también pueden incluir fiebre y recuento elevado de glóbulos blancos.

#### Tratamiento de infecciones de la derivación
El tratamiento de una infección de la derivación de LCR generalmente incluye la extracción de la derivación y la posterior colocación de un reservorio ventricular temporal hasta que se resuelva la infección. Hay cuatro métodos principales para tratar las infecciones de la derivación ventriculoperitoneal (VP): (1) antibióticos; (2) extracción de la derivación infectada con reemplazo inmediato; (3) externalización de la derivación con reemplazo eventual; (4) extracción de la derivación infectada con drenaje ventricular externo (DVE) y reinserción eventual de la derivación. El último método es el mejor con más del 95 % de éxito.

#### Tratamiento médico de la infección de la derivación
El tratamiento empírico inicial para la infección de la derivación del LCR debe incluir una cobertura amplia que incluya bacilos aerobios gramnegativos; incluyendo pseudomonas y microorganismos grampositivos, como el estafilococo áureo y los estafilococos coagulasa negativos, así como una combinación de ceftazidima y vancomicina. Algunos médicos añaden aminoglucósidos parenterales o intratecales para proporcionar una mayor cobertura de pseudomonas, aunque la eficacia de esto no está clara en este momento. El meropenem y el aztreonam son opciones adicionales que son efectivas contra las infecciones bacterianas gramnegativas.

#### Tratamiento quirúrgico de la infección de la derivación
Para evaluar el beneficio de la extracción quirúrgica o externalización seguida de la extracción, Wong y colaboradores compararon dos grupos: uno solo con tratamiento médico y otro con tratamiento médico y quirúrgico simultáneamente. Se estudiaron 28 pacientes con infección tras la implantación de la derivación ventriculoperitoneal durante un período de 8 años en su centro neuroquirúrgico. 17 de estos pacientes fueron tratados con una extracción de la derivación o bien con una externalización seguida de una extracción , además de con antibióticos IV; mientras que los otros 11 recibieron solo antibióticos IV. El grupo que recibió tanto la extracción como los antibióticos mostró una menor mortalidad: un 19% frente a un 42% (p = 0,231). A pesar de que estos resultados no son estadísticamente significativos, Wong y colaboradores sugieren el manejo de las infecciones de las derivaciones VP tanto con  tratamiento quirúrgico como médico. Un análisis de 17 estudios publicados durante los últimos 30 años sobre niños con infecciones de la derivación del LCR reveló que el tratamiento con extracción de la derivación y con antibióticos simultáneamente tuvo un éxito del 88 % de las 244 infecciones, mientras que la terapia solo con antibióticos trató con éxito la infección de la derivación del LCR en tan solo el 33 % de 230 infecciones. Si bien los métodos quirúrgicos típicos para tratar las infecciones de la derivación VP implican la extracción y la reimplantación de esta, se han utilizado con éxito diferentes tipos de operaciones en pacientes seleccionados.
Steinbok y colaboradores trataron el caso de infección recurrente de la derivación VP en un paciente con eccema con una derivación ventriculo-subgaleal durante dos meses hasta que el eccema cicatrizó por completo. Este tipo de derivación les permitió evitar el área enferma de piel que actuaba como fuente de infección.
Jones y colaboradores han tratado a 4 pacientes con hidrocefalia no comunicante que sufrieron infecciones de la derivación VP con extracción de derivación y tercera ventriculostomía. Estos pacientes se recuperaron de la infección y no requirieron reinserción de la derivación, lo que demuestra la efectividad de este procedimiento en este tipo de pacientes.

### Obstrucción
Otra causa principal de falla de la derivación es el bloqueo de la derivación en el extremo proximal o distal. En el extremo proximal, la válvula de la derivación puede bloquearse debido a la acumulación de exceso de proteína en el LCR. El exceso de proteína se acumula en el punto de drenaje y obstruye lentamente la válvula. La derivación también puede bloquearse en el extremo distal si se extrae de la cavidad abdominal (en el caso de las derivaciones VP) o por una acumulación de proteínas similares. Otras causas de obstrucción son el sobredrenaje y el síndrome del ventrículo en hendidura.

### Sobredrenaje
El sobredrenaje ocurre cuando una derivación no ha sido adecuadamente diseñada para un paciente concreto. El sobredrenaje puede dar lugar a una serie de complicaciones, algunas de las cuales se detallan a continuación.
Por lo general, ocurre uno de los dos tipos de sobredrenaje. Primero cuando el LCR se drena demasiado rápido, puede dar lugar a una condición conocida como recolección de líquido extra-axial. En esta condición el cerebro se colapsa, lo que resulta en la acumulación de LCR o sangre alrededor del cerebro. Al comprimir el cerebro, esto puede causar un daño cerebral severo. Además, puede desarrollarse un hematoma subdural. La acumulación de líquido extra-axial puede tratarse de tres maneras diferentes dependiendo de la gravedad de la afección. Por lo general, la derivación se reemplazará para liberar menos LCR y el líquido que se ha recolectado alrededor del cerebro se drenará. La segunda condición conocida como síndrome del ventrículo en hendidura ocurre cuando el LCR se va sobredrenando lentamente, durante varios años. A continuación, se encuentra más información sobre el síndrome del ventrículo en hendidura.

#### Malformación de Chiari I
Estudios recientes han demostrado que el sobredrenaje de LCR debido a la derivación puede conducir a una malformación de Chiari I. Anteriormente, se pensaba que la malformación de Chiari I era el resultado de un defecto congénito, pero nuevos estudios han demostrado que el sobredrenaje de las derivaciones cistoperitoneales utilizadas para tratar los quistes aracnoideos puede conducir al desarrollo de un hacinamiento de la fosa posterior y hernia amigdalina, la última de las cuales es la definición clásica de Malformación de Chiari I. Los síntomas comunes incluyen dolores de cabeza severos, pérdida de audición, fatiga, debilidad muscular y pérdida de la función del cerebelo.

#### Síndrome del ventrículo en hendidura
El síndrome del ventrículo en hendidura es un trastorno poco común asociado con pacientes que llevan una derivación, pero que da lugar a un gran número de revisiones de esta. La afección ocurre generalmente varios años después de la implantación de la derivación. Los síntomas más comunes son similares a los del mal funcionamiento de la derivación, pero existen varias diferencias clave. En primer lugar, los síntomas suelen ser cíclicos: aparecen y desaparecen varias veces a lo largo de la vida. En segundo lugar, los síntomas pueden aliviarse si el paciente se acuesta boca abajo. En cambio, en el caso de un mal funcionamiento de la derivación, ni el tiempo ni la posición postural afectarán los síntomas. A menudo, se cree que la afección ocurre durante un período en el que el exceso de drenaje y el crecimiento cerebral ocurren simultáneamente. En este caso, el cerebro llena el espacio intraventricular, dejando colapsados los ventrículos. Además, la elasticidad de los tejidos del cerebro disminuirá, lo que evita que los ventrículos se agranden, reduciendo así la posibilidad de curar el síndrome. Los ventrículos colapsados también pueden bloquear la válvula de derivación, dando lugar a una obstrucción. Dado que los efectos del síndrome del ventrículo en hendidura son irreversibles, se necesita un cuidado constante para controlar la afección.

### Hemorragia intraventricular
Una hemorragia intraventricular puede ocurrir en cualquier momento durante o después de una inserción o revisión de una derivación. También se han descrito hemorragias intraparenquimatosas de naturaleza multifocal en la población pediátrica después de una derivación VP. La hemorragia puede causar un deterioro en la función de la derivación que puede conllevar graves deficiencias neurológicas. Los estudios han demostrado que la hemorragia intraventricular puede ocurrir en casi el 31 % de las revisiones de la derivación.

## Extracción de derivaciones
Aunque ha habido muchos casos de pacientes que llegan a la "independencia de la derivación", no existe un acuerdo común en el cual los médicos puedan acordar en que un paciente pueda sobrevivir sin una derivación. Otro problema con la extracción de la derivación es que es muy difícil discernir cuándo un paciente puede ser independiente de la derivación sin unas condiciones muy específicas. En general, la extracción de la derivación es un procedimiento raro pero no desconocido.